# グリッドパリティ
グリッドパリティ（Grid parity）とは、再生可能エネルギーによる発電コストが既存の電力のコスト（電力料金、発電コスト等）と同等かそれより安価になる点（コスト）を指す。

## 定義

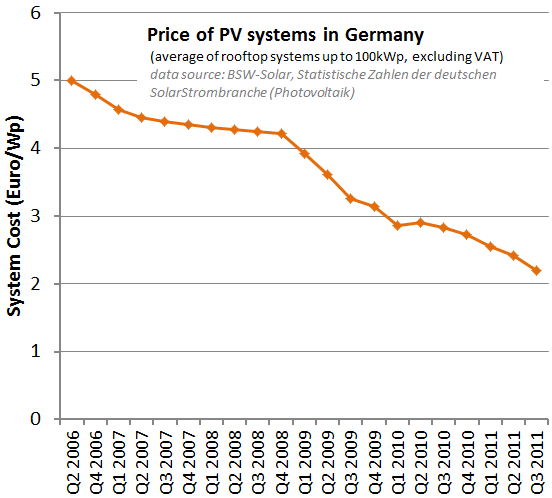
ドイツにおける太陽光発電の導入コストの推移

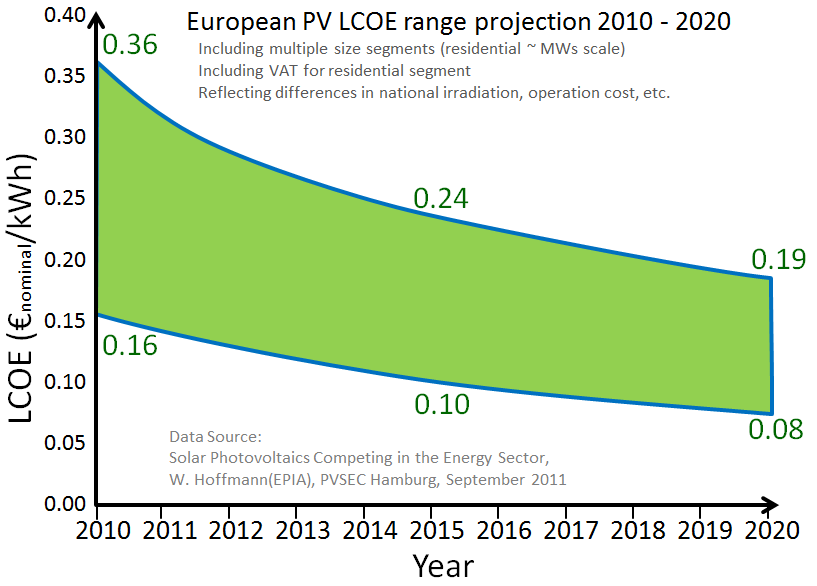
欧州における太陽光発電の発電コストの見通し

グリッドパリティは、大まかには既存の電力とコストが等価になる点を示す。具体的な定義（コスト）は、個々のケースにおける設置条件や、比較対象に想定する電力料金等によって異なる。例えば設置地域により発電量が異なり、電力料金も住宅用と産業用では異なるため、グリッドパリティの具体的な条件も変わる。また電力の消費側にとってのグリッドパリティだけでなく、発電側にとっても利益の出る価格になる点と併せて論じられることもある。
このため定義も厳密に一意に定まるわけではなく、下記のように複数の定義（用法）が存在する。
- 日本のNEDOは、家庭用電力並み(日本において23円/kWh)になることを第一段階グリッドパリティ、業務用電力並(同14円/kWh)になることを第二段階グリッドパリティ、汎用電源並(同7円/kWh)になることを第三段階グリッドパリティと定義している[1]。
- Renewable Energy World誌は、想定する条件によって具体的なコストや定義が変わることを指摘した上で、発電コストが系統からの電力と同等になる点として紹介している[6]。
- 米国国立再生可能エネルギー研究所は、2009年末に「太陽光発電の発電コストが系統電力の購入価格と等しくなる点」と定義している([7], P.5)。
- 太陽光発電の最大の業界団体であるEPIAは、設備導入者にとって（既存の電源に比較して）利益になる点をdynamic grid parityと定義し、住宅用・産業用等の複数の想定条件についてコストや達成時期の目安を示している[9]。

## 太陽光発電
太陽光発電のコストは低減し続けており、2011年には一部地域で（第一段階の）グリッドパリティの達成が報告されている。
太陽光発電の価格は低減しており、太陽光発電モジュールの価格が容量1Wpあたり1ドル (1$/Wp) を目安にグリッドパリティが達成されると言われてきた。
条件の良い国・地域では$1/Wpを待たずにグリッドパリティに達すると指摘されてきた。2009年にファースト・ソーラー社がこれを生産コストで下回り、2010年にはモジュールの生産コストが$0.77/Wになったと表明している。2014年にはさらに$0.52～$0.63まで安くできると表明している。
実際の市場価格も、最も安いモジュールの単価は2011年10月時点でWpあたり約1.2ドルまで下がり、2011年には一部地域でのグリッドパリティ達成が報告された。
普及で先行するドイツでは2011年までの５年間で、モジュールだけでなく設備全体の導入コストが半額以下に低減し、2006年に5000ユーロ/kWpだったものが2200ユーロ/kWp（約24万円/kWp）程度まで安価になっている。2012年には家庭用の電力でグリッドパリティに達し、2017年頃には実質的に助成が不要になると見られている。
イタリアやカリフォルニア州の一部等では、既にグリッドパリティが達成されているとの指摘もある。
日照量の多いサウジアラビアの太陽光発電のコストは2020年までに9.5セントになり、ガス火力のコストよりも安価になるとの予測もある。
日本では家庭用の小売り電力については実質的にグリッドパリティに近いコストに到達していると見られ、今後もさらにコスト削減が続く見通しである。普及が順調に進み2010年の発電コスト40円/kWhであったのが2016年には18円/kWhと半額以下になった。

## 集光式太陽熱発電
集光式太陽熱発電(CSP)も、条件の良い地域からグリッドパリティ達成が見込まれている。カリフォルニア州を対象にした分析では、発電コスト(LCOE)は2009年時点で$0.15-$0.16/kWhだったものが、2020年には$0.09-$0.12にまで低減し、ガス火力発電に対して競争力を持つようになると見込まれている。

## その他の再生可能エネルギー
太陽光発電ほど急激ではないものの、他の再生可能エネルギーも価格競争力を増しており、主立ったエネルギー源は、条件の良いところでは既に枯渇性エネルギーとコストで並び始めている。

## 参考資料
1. 1 2 3  太陽光発電ロードマップ（PV2030＋）, NEDO, 2009年6月
2. ↑  野澤哲生著、『増殖寸前 太陽電池』、日経エレクトロニクス2010年2月8日号
3. ↑  太陽電池の夜明け、EE Times Japan、2008年9月16日
4. ↑  ニッポン太陽電池産業が地球を救う？（前編）、アットマークアイティ・モノイスト、2008年6月30日
5. ↑  ＮＥＤＯ海外レポート No.1031, 2008.10.22
6. 1 2 3 4 5  Grid Parity, Renewable Energy World. Large Scale Solar Supplement, Sept 2011, p12-14 (PDF P.110)
7. 1 2  Break-Even Cost for Residential PV, NREL, Dec 2009
8. 1 2  BSW-Solar, Statistische Zahlen der deutschen Solarstrombranche (Photovoltaik), Oct 2011
9. 1 2 3 4 5  Solar Photovoltaics competing in the energy sector – On the road to competitiveness, EPIA, Sep 2011(ページ内で当該PDFにリンクされている）, Figure 7
10. 1 2  New Study: Solar Grid Parity Is Here Today, Greentech Media, Dec 7 2011
11. ↑  Thin Film Production Overview in the Short and Medium term, A.J.Waldau, EU Commission, DG JRC, Ispra, 03/09/2008, 23 EU-PVSEC, Valencia
12. 1 2  Solar Grid Parity: The Great $1 Myth, Seeking Alpha, 2008年12月9日
13. ↑  First Solar Fast Facts
14. ↑  First Solar’s market share set to soar, PV-tech.org, 07 September 2009
15. ↑  First Solar analyst day post-mortem, Part I: 52 cents manufactured cost per watt seen by 2014, PV-tech.org, 30 June 2009
16. ↑  Module Pricing, Solarbuzz
17. ↑  太陽光発電のコストダウンはどこまで可能か、アットマークアイティ・モノイスト、2011年8月
18. ↑  Saudi Arabia recognizes PV’s potential, Photon, July 2011
19. 1 2  家電Watch、藤本健のソーラーリポート 再生エネ法成立でソーラー市場が一気に拡大 ～2020年までに発電コストは商用電力以下に、2011年8月
20. ↑  太陽光発電　19円／kWhの衝撃
21. ↑  http://www.nedo.go.jp/content/100780914.pdf
22. ↑  第１４回買取制度小委員会説明資料 平成２３年度における太陽光発電買い取り価格について、平成23年2月17日、資源エネルギー庁
23. ↑  Cost and LCOE by Generation Technology, 2009-2020, GTM Research, 2010
24. ↑  The IPCC Special Report on Renewable Energy Sources and Climate Change Mitigation、Generic Presentaion